# الغزية العتيقة
الغزية العتيقة هي واحدة من أكبر فروع اللغة التركية التي بقيت من فترة ما بعد المسيحية حتى يومنا هذا. بعد القرن التاسع عشر، انتشرت على نطاق واسع في بلاد ما وراء النهر وإيران والأناضول ، وتطورت لتصبح لغة مكتوبة طوال القرن. أصبحت الفترة التركية الأناضولية القديمة الشكل الجديد لهذه العملية. تم تحديد المجموعة اللغوية التي تسمى الخزية العتيقة في جوانب مختلفة في اللغة الأورخونية. هذه هي العناصر التي كانت موجودة من حيث الصوتيات والصرف والمفردات .